# Liste des coureurs du Tour de France 2009
Cette page dresse la liste des coureurs du Tour de France 2009, disputé par 180 coureurs, répartis dans 20 équipes, et dont 145 ont terminé la course.

## Liste des coureurs
La liste ci-dessous présente les coureurs inscrits par numéro de dossard.
| Légende                             | Légende                                                                                         | Légende                                | Légende                                                                                                  |
| ----------------------------------- | ----------------------------------------------------------------------------------------------- | -------------------------------------- | --- |
| Num                                 | Dossard de départ porté par le coureur sur ce Tour de France                                    | Pos                                    | Position finale au classement général                                                                    |
| Leader du classement général        | Indique le vainqueur du classement général                                                      | Leader du classement par points        | Indique le vainqueur du classement par points                                                            |
| Leader du classement de la montagne | Indique le vainqueur du classement de la montagne                                               | Leader du classement du meilleur jeune | Indique le vainqueur du classement du meilleur jeune                                                     |
| Meilleure équipe                    | Indique la meilleure équipe                                                                     | Super combatif                         | Indique le super combatif                                                                                |
|                                     | Indique un maillot de champion national ou mondial, suivi de sa spécialité                      | NP                                     | Indique un coureur qui n'a pas pris le départ d'une étape, suivi du numéro de l'étape où il s'est retiré |
| AB                                  | Indique un coureur qui n'a pas terminé une étape, suivi du numéro de l'étape où il s'est retiré | HD                                     | Indique un coureur qui a terminé une étape hors des délais, suivi du numéro de l'étape                   |
| EX                                  | Coureur exclu pour non-respect du règlement, suivi du numéro de l'étape                         | *                                      | Indique un coureur en lice pour le classement du meilleur jeune (coureurs nés après le )                 |

| Cervélo TestTeam CTT                     | Cervélo TestTeam CTT             | Cervélo TestTeam CTT |
| ---------------------------------------- | -------------------------------- | -------------------- |
| Num                                      | Coureur                          | Pos                  |
| 1                                        | Carlos Sastre (ESP)              | 17e                  |
| 2                                        | Íñigo Cuesta (ESP)               | 87e                  |
| 3                                        | José Ángel Gómez Marchante (ESP) | AB-17                |
| 4                                        | Volodymyr Gustov (UKR)           | 45e                  |
| 5                                        | Heinrich Haussler (AUS)*         | 97e                  |
| 6                                        | Thor Hushovd (NOR)               | 106e                 |
| 7                                        | Andreas Klier (GER)              | 155e                 |
| 8                                        | Brett Lancaster (AUS)            | 127e                 |
| 9                                        | Hayden Roulston (NZL)            | 79e                  |
| Directeur sportif : Jean-Paul van Poppel |                                  |                      |

| Silence-Lotto SIL                 | Silence-Lotto SIL           | Silence-Lotto SIL |
| --------------------------------- | --------------------------- | ----------------- |
| Num                               | Coureur                     | Pos               |
| 11                                | Cadel Evans (AUS)           | 30e               |
| 12                                | Mickaël Delage (FRA)*       | 101e              |
| 13                                | Sebastian Lang (GER)        | 76e               |
| 14                                | Matthew Lloyd (AUS)         | 46e               |
| 15                                | Staf Scheirlinckx (BEL)     | 123e              |
| 16                                | Greg Van Avermaet (BEL)*    | 89e               |
| 17                                | Jurgen Van den Broeck (BEL) | 15e               |
| 18                                | Johan Vansummeren (BEL)     | 93e               |
| 19                                | Charles Wegelius (GBR)      | 59e               |
| Directeur sportif : Herman Frison |                             |                   |

| Astana AST                         | Astana AST                   | Astana AST |
| ---------------------------------- | ---------------------------- | ---------- |
| Num                                | Coureur                      | Pos        |
| 21                                 | Alberto Contador (ESP) → CLM | 1er        |
| 22                                 | Lance Armstrong (USA)        | 3e         |
| 23                                 | Andreas Klöden (GER)         | 6e         |
| 24                                 | Levi Leipheimer (USA)        | NP-13      |
| 25                                 | Dmitriy Muravyev (KAZ)       | 148e       |
| 26                                 | Sérgio Paulinho (POR)        | 35e        |
| 27                                 | Yaroslav Popovych (UKR)      | 41e        |
| 28                                 | Grégory Rast (SUI)           | 138e       |
| 29                                 | Haimar Zubeldia (ESP)        | 27e        |
| Directeur sportif : Johan Bruyneel |                              |            |

| Saxo Bank SAX                    | Saxo Bank SAX                   | Saxo Bank SAX |
| -------------------------------- | ------------------------------- | ------------- |
| Num                              | Coureur                         | Pos           |
| 31                               | Andy Schleck (LUX)* → Route     | 2e            |
| 32                               | Kurt Asle Arvesen (NOR) → Route | NP-11         |
| 33                               | Fabian Cancellara (SUI) → Route | 91e           |
| 34                               | Gustav Larsson (SWE)            | 50e           |
| 35                               | Stuart O'Grady (AUS)            | 124e          |
| 36                               | Fränk Schleck (LUX)             | 5e            |
| 37                               | Chris Anker Sørensen (DEN)*     | 34e           |
| 38                               | Nicki Sørensen (DEN)            | 31e           |
| 39                               | Jens Voigt (GER)                | AB-16         |
| Directeur sportif : Kim Andersen |                                 |               |

| Rabobank RAB                      | Rabobank RAB              | Rabobank RAB |
| --------------------------------- | ------------------------- | ------------ |
| Num                               | Coureur                   | Pos          |
| 41                                | Denis Menchov (RUS)       | 51e          |
| 42                                | Stef Clement (NED) → CLM  | 118e         |
| 43                                | Juan Antonio Flecha (ESP) | 102e         |
| 44                                | Óscar Freire (ESP)        | 99e          |
| 45                                | Juan Manuel Gárate (ESP)  | 62e          |
| 46                                | Robert Gesink (GER)*      | NP-6         |
| 47                                | Grischa Niermann (NED)    | 54e          |
| 48                                | Joost Posthuma (NED)      | 73e          |
| 49                                | Laurens ten Dam (NED)     | 60e          |
| Directeur sportif : Erik Breukink |                           |              |

| Garmin-Slipstream GRM             | Garmin-Slipstream GRM       | Garmin-Slipstream GRM |
| --------------------------------- | --------------------------- | --------------------- |
| Num                               | Coureur                     | Pos                   |
| 51                                | Christian Vande Velde (USA) | 8e                    |
| 52                                | Julian Dean (NZL)           | 121e                  |
| 53                                | Tyler Farrar (USA)*         | 151e                  |
| 54                                | Ryder Hesjedal (CAN)        | 49e                   |
| 55                                | Martijn Maaskant (NED)      | 98e                   |
| 56                                | David Millar (GBR)          | 85e                   |
| 57                                | Danny Pate (USA)            | 141e                  |
| 58                                | Bradley Wiggins (GBR) → CLM | 4e                    |
| 59                                | David Zabriskie (USA) → CLM | 77e                   |
| Directeur sportif : Matthew White |                             |                       |

| Euskaltel-Euskadi EUS                         | Euskaltel-Euskadi EUS | Euskaltel-Euskadi EUS |
| --------------------------------------------- | --------------------- | --------------------- |
| Num                                           | Coureur               | Pos                   |
| 61                                            | Mikel Astarloza (ESP) | 11e                   |
| 62                                            | Igor Antón (ESP)      | 66e                   |
| 63                                            | Koldo Fernández (ESP) | HD-8                  |
| 64                                            | Egoi Martínez (ESP)   | 44e                   |
| 65                                            | Juan José Oroz (ESP)  | 107e                  |
| 66                                            | Alan Pérez (ESP)      | HD-19                 |
| 67                                            | Rubén Pérez (ESP)     | 72e                   |
| 68                                            | Amets Txurruka (ESP)  | HD-19                 |
| 69                                            | Gorka Verdugo (ESP)   | 61e                   |
| Directeur sportif : Igor González de Galdeano |                       |                       |

| Team Columbia-HTC THR          | Team Columbia-HTC THR          | Team Columbia-HTC THR |
| ------------------------------ | ------------------------------ | --------------------- |
| Num                            | Coureur                        | Pos                   |
| 71                             | Mark Cavendish (GBR)*          | 131e                  |
| 72                             | Bernhard Eisel (AUT)           | 150e                  |
| 73                             | Bert Grabsch (GER) → CLM → CLM | 134e                  |
| 74                             | George Hincapie (USA) → Route  | 19e                   |
| 75                             | Kim Kirchen (LUX) → CLM        | 57e                   |
| 76                             | Tony Martin (GER)*             | 36e                   |
| 77                             | Maxime Monfort (BEL) → CLM     | 28e                   |
| 78                             | Mark Renshaw (AUS)             | 149e                  |
| 79                             | Michael Rogers (AUS) → CLM     | 103e                  |
| Directeur sportif : Brian Holm |                                |                       |

| AG2R La Mondiale ALM               | AG2R La Mondiale ALM         | AG2R La Mondiale ALM |
| ---------------------------------- | ---------------------------- | -------------------- |
| Num                                | Coureur                      | Pos                  |
| 81                                 | Vladimir Efimkin (RUS)       | AB-15                |
| 82                                 | José Luis Arrieta (ESP)      | 81e                  |
| 83                                 | Cyril Dessel (FRA)           | AB-17                |
| 84                                 | Hubert Dupont (FRA)          | 33e                  |
| 85                                 | Stéphane Goubert (FRA)       | 16e                  |
| 86                                 | Lloyd Mondory (FRA)          | 133e                 |
| 87                                 | Rinaldo Nocentini (ITA)      | 14e                  |
| 88                                 | Christophe Riblon (FRA)      | 82e                  |
| 89                                 | Nicolas Roche (IRL)* → Route | 23e                  |
| Directeur sportif : Vincent Lavenu |                              |                      |

| Liquigas LIQ                     | Liquigas LIQ                | Liquigas LIQ |
| -------------------------------- | --------------------------- | ------------ |
| Num                              | Coureur                     | Pos          |
| 91                               | Franco Pellizotti (ITA)     | 37e          |
| 92                               | Daniele Bennati (ITA)       | 135e         |
| 93                               | Roman Kreuziger (CZE)*      | 54e          |
| 94                               | Aliaksandr Kuschynski (BLR) | 92e          |
| 95                               | Vincenzo Nibali (ITA)*      | 7e           |
| 96                               | Fabio Sabatini (ITA)*       | 147e         |
| 97                               | Brian Vandborg (DEN)        | 116e         |
| 98                               | Alessandro Vanotti (ITA)    | 120e         |
| 99                               | Frederik Willems (BEL)      | 86e          |
| Directeur sportif : Mario Scirea |                             |              |

| La Française des jeux FDJ          | La Française des jeux FDJ        | La Française des jeux FDJ |
| ---------------------------------- | -------------------------------- | ------------------------- |
| Num                                | Coureur                          | Pos                       |
| 101                                | Sandy Casar (FRA)                | 12e                       |
| 102                                | Jérôme Coppel (FRA)*             | AB-12                     |
| 103                                | Anthony Geslin (FRA)             | 119e                      |
| 104                                | Yauheni Hutarovich (BLR) → Route | 156e                      |
| 105                                | Sébastien Joly (FRA)             | AB-7                      |
| 106                                | Christophe Le Mével (FRA)        | 10e                       |
| 107                                | Jérémy Roy (FRA)                 | 48e                       |
| 108                                | Benoît Vaugrenard (FRA)          | 142e                      |
| 109                                | Jussi Veikkanen (FRA)            | 108e                      |
| Directeur sportif : Martial Gayant |                                  |                           |

| Caisse d'Épargne GCE              | Caisse d'Épargne GCE      | Caisse d'Épargne GCE |
| --------------------------------- | ------------------------- | -------------------- |
| Num                               | Coureur                   | Pos                  |
| 111                               | Óscar Pereiro (ESP)       | AB-8                 |
| 112                               | David Arroyo (ESP)        | 69e                  |
| 113                               | Rui Costa (POR)           | NP-12                |
| 114                               | Arnaud Coyot (FRA)        | 115e                 |
| 115                               | José Iván Gutiérrez (ESP) | 71e                  |
| 116                               | Luis Pasamontes (ESP)     | 39e                  |
| 117                               | José Joaquín Rojas (ESP)* | 84e                  |
| 118                               | Luis León Sánchez (ESP)   | 26e                  |
| 119                               | Rigoberto Urán (COL)*     | 52e                  |
| Directeur sportif : Yvon Ledanois |                           |                      |

| Cofidis COF                                | Cofidis COF            | Cofidis COF |
| ------------------------------------------ | ---------------------- | ----------- |
| Num                                        | Coureur                | Pos         |
| 121                                        | David Moncoutié (FRA)  | 58e         |
| 122                                        | Stéphane Augé (FRA)    | 136e        |
| 123                                        | Samuel Dumoulin (FRA)  | 139e        |
| 124                                        | Leonardo Duque (COL)   | 94e         |
| 125                                        | Bingen Fernández (ESP) | 105e        |
| 126                                        | Christophe Kern (FRA)  | 75e         |
| 127                                        | Sébastien Minard (FRA) | 38e         |
| 128                                        | Amaël Moinard (FRA)    | 65e         |
| 129                                        | Rémi Pauriol (FRA)     | 43e         |
| Directeur sportif : Francis Van Londersele |                        |             |

| Lampre-NGC LAM                        | Lampre-NGC LAM                  | Lampre-NGC LAM |
| ------------------------------------- | ------------------------------- | -------------- |
| Num                                   | Coureur                         | Pos            |
| 131                                   | Alessandro Ballan (ITA) → Route | 95e            |
| 132                                   | Marco Bandiera (ITA)*           | 145e           |
| 133                                   | Marzio Bruseghin (ITA)          | 80e            |
| 134                                   | Angelo Furlan (ITA)             | AB-12          |
| 135                                   | David Loosli (SUI)              | 53e            |
| 136                                   | Daniele Righi (ITA)             | 110e           |
| 137                                   | Mauro Santambrogio (ITA)*       | 132e           |
| 138                                   | Marcin Sapa (POL)               | 146e           |
| 139                                   | Simon Špilak (SLO)*             | 109e           |
| Directeur sportif : Fabrizio Bontempi |                                 |                |

| BBox Bouygues Telecom BBO       | BBox Bouygues Telecom BBO | BBox Bouygues Telecom BBO |
| ------------------------------- | ------------------------- | ------------------------- |
| Num                             | Coureur                   | Pos                       |
| 141                             | Thomas Voeckler (FRA)     | 67e                       |
| 142                             | Yukiya Arashiro (JPN)*    | 129e                      |
| 143                             | William Bonnet (FRA)      | 128e                      |
| 144                             | Pierrick Fédrigo (FRA)    | 56e                       |
| 145                             | Saïd Haddou (FRA)         | 143e                      |
| 146                             | Laurent Lefèvre (FRA)     | 42e                       |
| 147                             | Alexandre Pichot (FRA)    | 117e                      |
| 148                             | Pierre Rolland (FRA)*     | 22e                       |
| 149                             | Yury Trofimov (RUS)*      | 47e                       |
| Directeur sportif : Didier Rous |                           |                           |

| Quick Step QST                       | Quick Step QST            | Quick Step QST |
| ------------------------------------ | ------------------------- | -------------- |
| Num                                  | Coureur                   | Pos            |
| 151                                  | Sylvain Chavanel (FRA)    | 20e            |
| 152                                  | Carlos Barredo (ESP)      | 63e            |
| 153                                  | Tom Boonen (BEL) → Route  | NP-15          |
| 154                                  | Steven de Jongh (NED)     | 153e           |
| 155                                  | Stijn Devolder (BEL)      | 83e            |
| 156                                  | Jérôme Pineau (FRA)       | 88e            |
| 157                                  | Sébastien Rosseler (BEL)  | 104e           |
| 158                                  | Matteo Tosatto (ITA)      | 114e           |
| 159                                  | Jurgen Van de Walle (BEL) | NP-3           |
| Directeur sportif : Wilfried Peeters |                           |                |

| Team Katusha KAT                  | Team Katusha KAT              | Team Katusha KAT |
| --------------------------------- | ----------------------------- | ---------------- |
| Num                               | Coureur                       | Pos              |
| 161                               | Vladimir Karpets (RUS)        | 13e              |
| 162                               | Alexandre Botcharov (RUS)     | 18e              |
| 163                               | Joan Horrach (ESP)            | 74e              |
| 164                               | Mikhail Ignatiev (RUS)*       | 140e             |
| 165                               | Sergueï Ivanov (RUS) → Route  | 40e              |
| 166                               | Danilo Napolitano (ITA)       | HD-9             |
| 167                               | Filippo Pozzato (ITA) → Route | 100e             |
| 168                               | Nikolay Trusov (RUS)*         | 122e             |
| 169                               | Stijn Vandenbergh (BEL)*      | 96e              |
| Directeur sportif : Serge Parsani |                               |                  |

| Agritubel AGR                       | Agritubel AGR           | Agritubel AGR |
| ----------------------------------- | ----------------------- | ------------- |
| Num                                 | Coureur                 | Pos           |
| 171                                 | Christophe Moreau (FRA) | 29e           |
| 172                                 | Maxime Bouet (FRA)*     | 70e           |
| 173                                 | Sylvain Calzati (FRA)   | 55e           |
| 174                                 | Brice Feillu (FRA)*     | 25e           |
| 175                                 | Romain Feillu (FRA)*    | AB-12         |
| 176                                 | Eduardo Gonzalo (ESP)   | AB-8          |
| 177                                 | David Le Lay (FRA)      | AB-8          |
| 178                                 | Geoffroy Lequatre (FRA) | 64e           |
| 179                                 | Nicolas Vogondy (FRA)   | 68e           |
| Directeur sportif : Emmanuel Hubert |                         |               |

| Milram MRM                         | Milram MRM                 | Milram MRM |
| ---------------------------------- | -------------------------- | ---------- |
| Num                                | Coureur                    | Pos        |
| 181                                | Linus Gerdemann (GER)      | 24e        |
| 182                                | Gerald Ciolek (GER)*       | 126e       |
| 183                                | Markus Fothen (GER)        | 125e       |
| 184                                | Johannes Fröhlinger (GER)* | 78e        |
| 185                                | Christian Knees (GER)      | 21e        |
| 186                                | Niki Terpstra (NED)*       | 152e       |
| 187                                | Peter Velits (SVK)*        | 32e        |
| 188                                | Fabian Wegmann (GER)       | 137e       |
| 189                                | Peter Wrolich (AUT)        | NP-13      |
| Directeur sportif : Christian Henn |                            |            |

| Skil-Shimano SKS                | Skil-Shimano SKS       | Skil-Shimano SKS |
| ------------------------------- | ---------------------- | ---------------- |
| Num                             | Coureur                | Pos              |
| 191                             | Cyril Lemoine (FRA)    | 144e             |
| 192                             | Fumiyuki Beppu (JPN)   | 112e             |
| 193                             | Koen de Kort (NED)     | 111e             |
| 194                             | Simon Geschke (GER)*   | 113e             |
| 195                             | Jonathan Hivert (FRA)* | 154e             |
| 196                             | Thierry Hupond (FRA)*  | 90e              |
| 197                             | Piet Rooijakkers (NED) | AB-4             |
| 198                             | Albert Timmer (NED)*   | 130e             |
| 199                             | Kenny van Hummel (NED) | AB-17            |
| Directeur sportif : Rudie Kemna |                        |                  |